# Sahaliyania elunchunorum
La sahaliyania (Sahaliyania elunchunorum) è un dinosauro erbivoro appartenente agli adrosauridi, o dinosauri a becco d'anatra. Visse verso la fine del Cretaceo superiore (Maastrichtiano, circa 70 milioni di anni fa) e i suoi resti fossili sono stati ritrovati nella regione dell'Amur (Cina). 

## Descrizione
Questo dinosauro è conosciuto grazie a numerosi resti sparsi, rinvenuti in un "letto d'ossa" nella formazione Yuliangze, che hanno permesso di ricostruire uno scheletro quasi completo. Un cranio parziale, l'olotipo di Sahaliyania, assomiglia molto a quello di un altro adrosauro vissuto nello stesso periodo e negli stessi luoghi, Amurosaurus, ma se ne differenzia per alcuni dettagli. Purtroppo non si è conservata in modo completo la tipica cresta sulla parte superiore del cranio, ma sembra che fosse piuttosto alta e simile a quella di Corythosaurus. 

## Classificazione

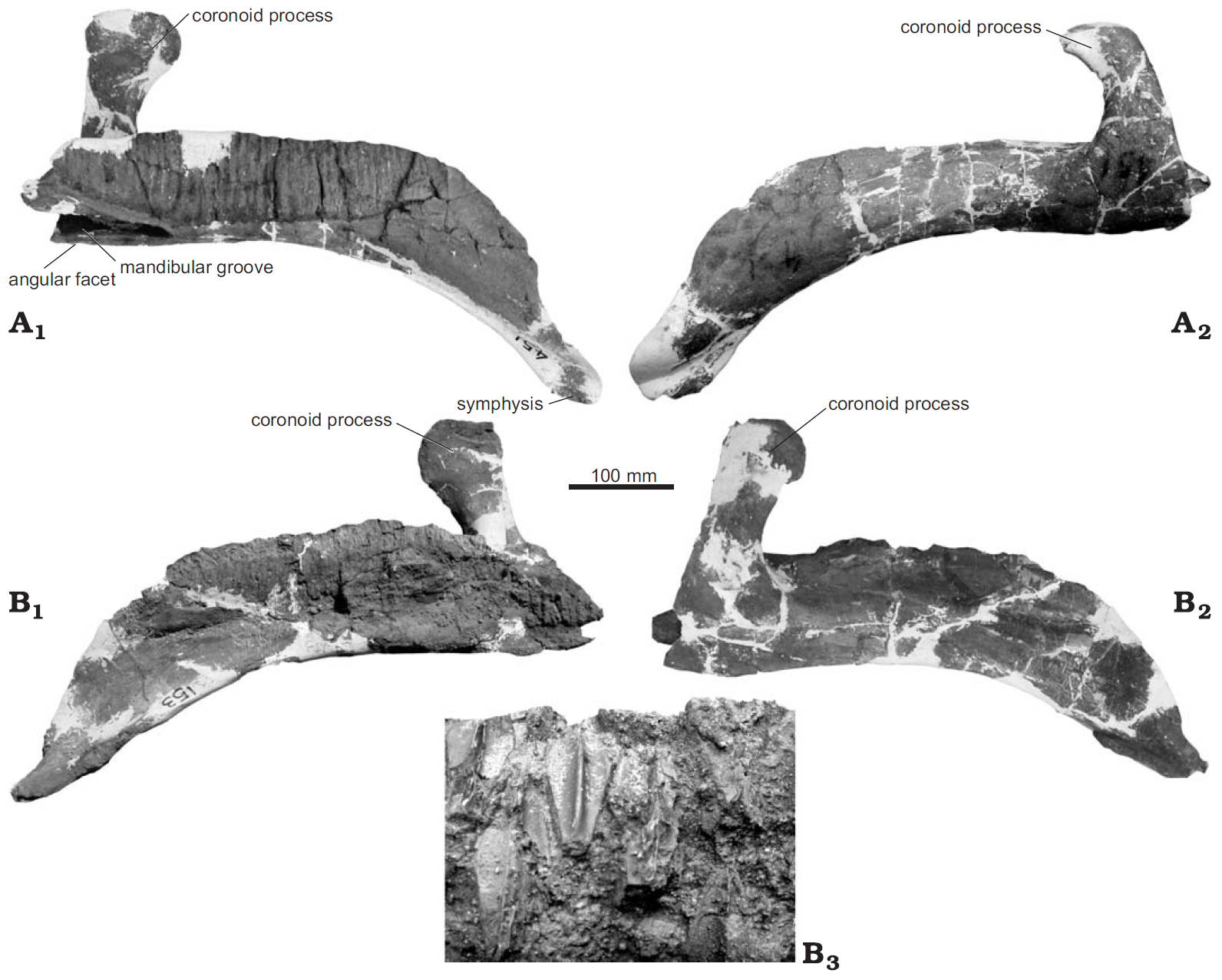
Mandibola di Sahaliyania elunchunorum

Sahaliyania, descritto per la prima volta nel 2008, appartiene ai lambeosaurini, un gruppo di dinosauri a becco d'anatra dotati di alte creste cave sul capo. Gli studiosi ritengono che questo animale fosse strettamente imparentato con i lambeosauri asiatici del genere Amurosaurus, ma gli studi non permettono ancora una classificazione certa. Insieme ai resti di Sahaliyania, i paleontologi hanno rinvenuto anche i fossili di un altro dinosauro a becco d'anatra, l'adrosaurino Wulagasaurus.
Tra gli altri adrosauri che vissero nella regione, da ricordare Charonosaurus, Kerberosaurus e Olorotitan.